# Charles Ier insulté par les soldats de Cromwell
Charles Ier insulté par les soldats de Cromwell est une peinture à l'huile du peintre français Paul Delaroche représentant le roi Charles Ier d'Angleterre se faisant railler par les soldats victorieux d'Oliver Cromwell, après la Deuxième guerre civile anglaise, peu avant son exécution en 1649.
Achevée en 1836, cette peinture d'histoire était considérée, de son vivant, comme l'une de ses pièces maîtresses. Le peintre est ensuite tombé en partie dans l'oubli.
Le tableau est exposé à Paris au Salon en 1837, puis à Londres à la British Institution en 1838. Il avait été commandé et acheté par un descendant du 3e duc de Bridgewater, Francis Egerton. Le tableau fut ensuite exposé à Londres dans la Bridgewater Gallery, située dans la Bridgewater House, dont il avait hérité.
En 1941, à la suite de la campagne de bombardement du Royaume-Uni par la Luftwaffe qui frappe la Bridgewater House où est exposé le tableau, on pense celui-ci définitivement perdu au regard des dégâts causés par l'explosion.
En 2009, il est redécouvert en Écosse, où il avait été roulé et entreposé là sans doute durant la guerre : après avoir été en partie restauré, il est exposé en 2010 à la National Gallery de Londres, permettant aux publics de redécouvrir ce tableau et le peintre français. Actuellement, il est toujours en phase de restauration et appartient encore à un descendant de Francis Egerton.

## Sources
- (en) Cet article est partiellement ou en totalité issu de l’article de Wikipédia en anglais intitulé « Charles I Insulted by Cromwell's Soldiers » (voir la liste des auteurs).